# Hadralebra
Hadralebra är ett släkte av insekter. Hadralebra ingår i familjen dvärgstritar.
Kladogram enligt Catalogue of Life:
| Hadralebra | \| \| Hadralebra cabezuda \| \| \| \| \| \| Hadralebra laticeps \| \| \| \| |
|            | \| \| Hadralebra cabezuda \| \| \| \| \| \| Hadralebra laticeps \| \| \| \| |
|            | Hadralebra cabezuda                                                         |
|            |                                                                             |
|            | Hadralebra laticeps                                                         |
|            |                                                                             |